# Aloe vogtsii
Aloe vogtsii ist eine Pflanzenart der Gattung der Aloen in der Unterfamilie der Affodillgewächse (Asphodeloideae). Das Artepitheton vogtsii ehrt den Südafrikaner Louis R. Vogts, der die Art entdeckte.

## Beschreibung

### Vegetative Merkmale
Aloe vogtsii wächst stammbildend, sprosst und bildet kleine Gruppen. Die Triebe erreichen eine Länge von bis zu 20 Zentimeter. Die 16 bis 20 lanzettlich verschmälerten Laubblätter bilden eine dichte Rosette. Die kressegrüne, undeutlich linierte Blattspreite ist 20 bis 25 Zentimeter lang und 5 bis 6 Zentimeter breit. Sie ist mit zahlreichen kleinen weißen H-förmigen Flecken besetzt, die zerstreut oder in etwas welligen unterbrochenen Querbändern angeordnet sind. Auf der trübgrünen Blattunterseite sind wenige hellbraune, in der Mitte in Spitzennähe angeordnete, Stacheln vorhanden. Die stechenden, hellbraunen Zähne am Blattrand sind etwa 3 Millimeter lang und stehen 10 bis 15 Millimeter voneinander entfernt.

### Blütenstände und Blüten
Der Blütenstand weist etwa sieben Zweige auf und erreicht eine Länge von etwa 65 Zentimeter. Die unteren Zweige sind nochmals verzweigt. Die ziemlich dichten, zylindrischen, leicht spitz zulaufenden Trauben sind etwa 20 Zentimeter lang und 8 Zentimeter breit. Die eiförmigen, spitz zulaufenden Brakteen weisen eine Länge von 10 bis 15 Millimeter auf. Die scharlachroten, an ihrer Mündung helleren Blüten stehen an bis zu 18 Millimeter langen Blütenstielen. Sie sind 34 Millimeter lang und an ihrer Basis gestutzt. Auf Höhe des Fruchtknotens weisen die Blüten einen Durchmesser von 9 Millimeter auf. Darüber sind sie abrupt auf 5 Millimeter verengt und schließlich zur Mündung erweitert. Ihre äußeren Perigonblätter sind auf einer Länge von 9 Millimetern nicht miteinander verwachsen. Die Staubblätter und der Griffel ragen kaum aus der Blüte heraus.

## Systematik und Verbreitung
Aloe vogtsii ist in der südafrikanischen Provinz Limpopo in hohem Gras oder zwischen Sträuchern an felsigen Hängen in Höhen von 1400 bis 1700 Metern verbreitet.
Die Erstbeschreibung durch Gilbert Westacott Reynolds wurde 1936 veröffentlicht.

## Nachweise